# Relaxometrie

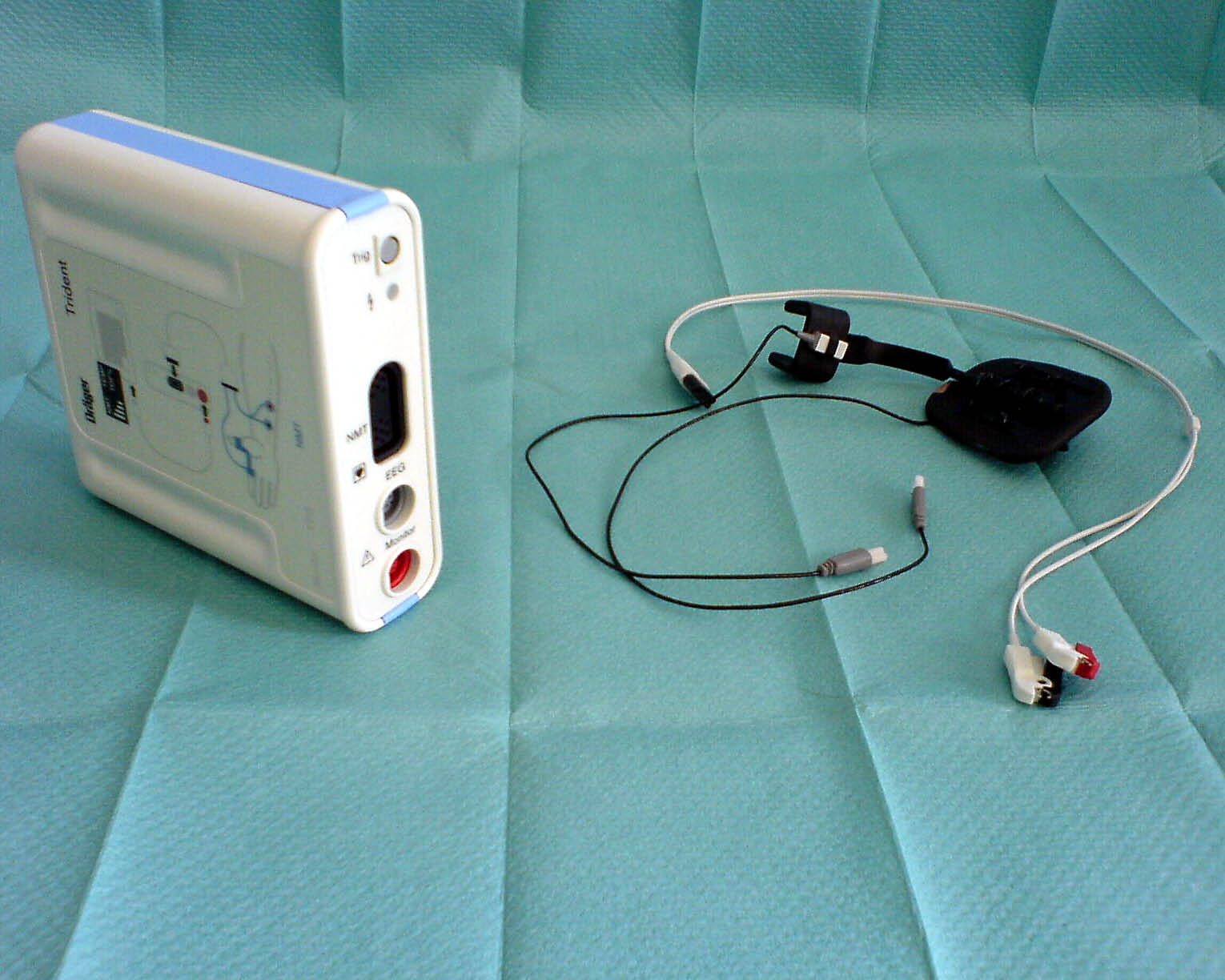
Handelsübliches Relaxometer

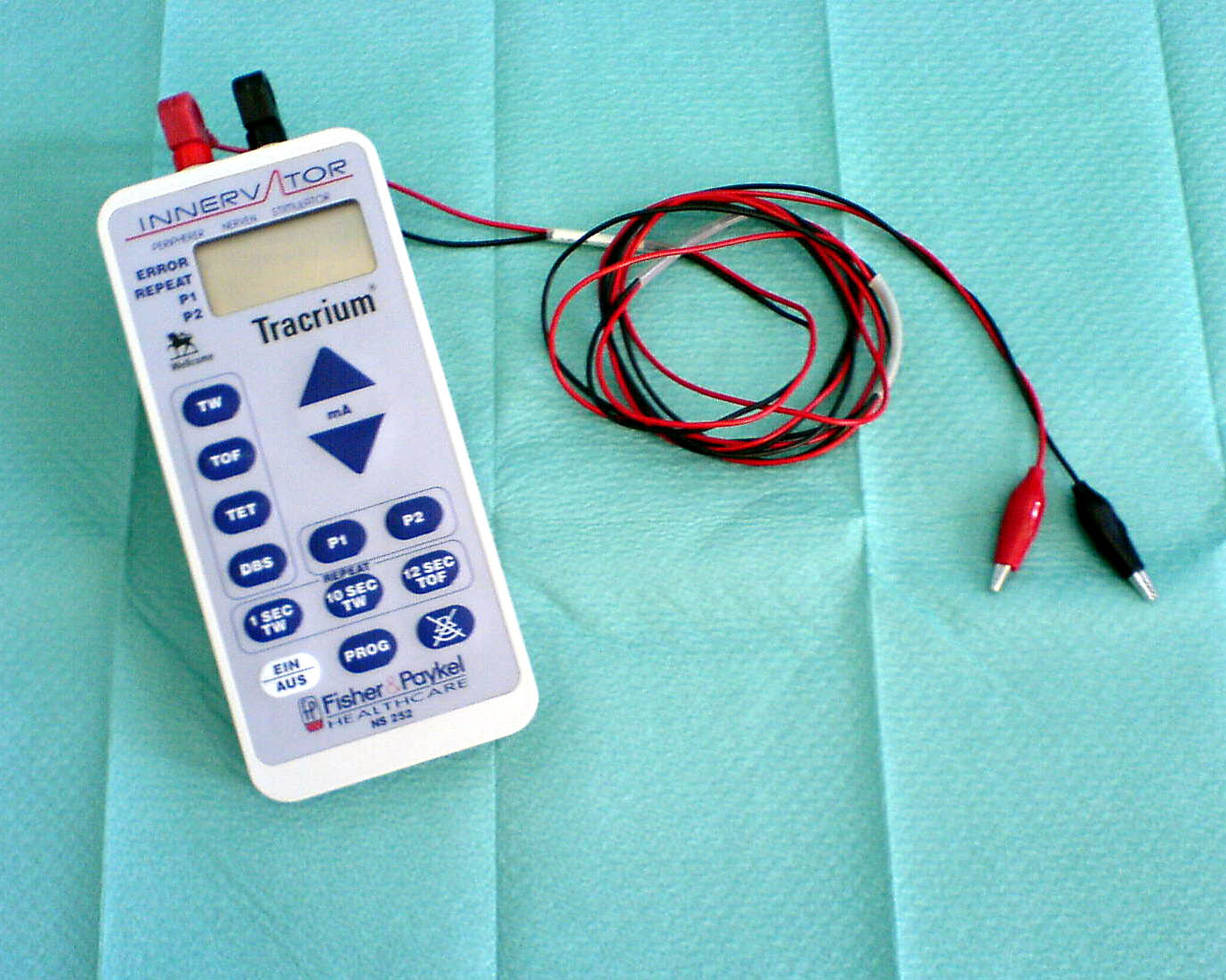
Handelsübliches Relaxometer

Als Relaxometrie oder Neuromuskuläres Monitoring (NMM) bezeichnet man die Überwachung der neuromuskulären Reizübertragung an der motorischen Endplatte beim Einsatz von Muskelrelaxanzien (Relaxierung, neuromuskuläre Blockade) im Rahmen einer Narkose. Mittels zweier Elektroden wird dabei ein peripherer Nerv durch das Relaxometer stimuliert und die dadurch hervorgerufene Muskelantwort qualitativ oder quantitativ gemessen. Anhand dieser Werte kann der Anästhesist die Wirkung der Muskelrelaxanzien beurteilen und deren Dosierung entsprechend steuern.

## Grundlagen
Damit ein quergestreifter Skelettmuskel aktiviert werden kann, muss das aus dem Gehirn stammende Signal, das über einen motorischen Nerven geleitet wird, auf den Muskel übertragen werden. Dies geschieht an der motorischen Endplatte, einer chemischen Synapse, die die Schnittstelle von Nerven- und Muskelzelle bildet. Durch das Aktionspotential, das durch den Nerven geleitet wird, wird der Botenstoff Acetylcholin (ACh) aus der präsynaptischen Membran freigesetzt. Es diffundiert durch den synaptischen Spalt, bindet an die Acetylcholin-Rezeptoren der Muskelzelle und löst dort durch Einstrom von Natriumionen eine Muskelkontraktion aus.
Im Rahmen einer Allgemeinanästhesie (Vollnarkose) werden zur Verbesserung der Bedingungen zur endotrachealen Intubation oder um Operationen im Bauchraum zu ermöglichen, Muskelrelaxanzien verabreicht. Diese blockieren die ACh-Rezeptoren an der Muskelzelle, so dass eine Signalübertragung nicht mehr möglich ist; der Muskel erschlafft (Neuromuskuläre Blockade, Relaxierung). Zur Überwachung dieser gewollten Blockade dient die Relaxometrie (Neuromuskuläres Monitoring). Diese ermöglicht es, den Bedarf an Muskelrelaxanzien individuell an den Patienten anzupassen, optimale Operationsbedingungen zu gewährleisten und gleichzeitig die Wirkdauer möglichst genau zu begrenzen.

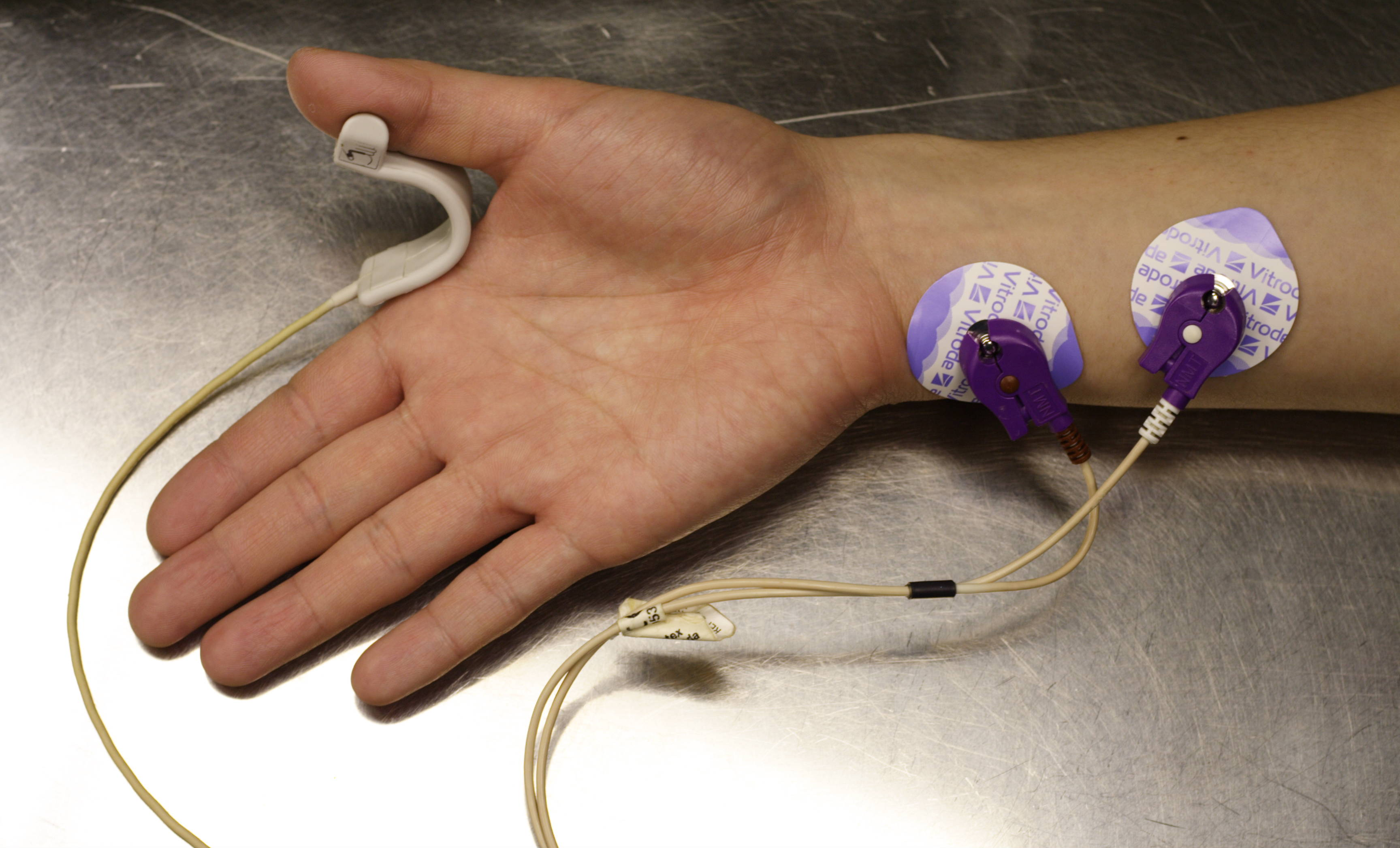
Messung der Muskelaktion mittels modifizierter Mechanomyografie (s. u.). Die Klebeelektroden sind zur Nervenstimulation über dem N. ulnaris aufgeklebt

Bei der Relaxometrie wird über zwei aufgeklebte Elektroden durch die Haut (transkutan) ein peripherer Nerv stimuliert und die Antwort des zugehörigen Muskels gemessen. Durch eine supramaximale Stromstärke (etwa 40–60 mA) wird die komplette Erregung des Nerven und die Reproduzierbarkeit der Befunde gewährleistet. Die optimale Stimulation wird neben der Stromstärke durch eine monophasische, rechteckige Form des Impulses und einer Dauer von etwa 0,2 ms erreicht.
Als Testmuskel dient meist der Musculus adductor pollicis, stimuliert wird dabei der Nervus ulnaris. Dieser unterscheidet sich im Verlauf der neuromuskulären Blockade in seinen Eigenschaften allerdings von anderen, klinisch relevanten Muskelgruppen (Zwerchfell, Kehlkopfmuskulatur). Bessere Übereinstimmung zeigt der Musculus orbicularis oculi (über Nervus facialis stimuliert). Möglich ist auch die Nutzung des M. flexor hallucis brevis (Nervus tibialis posterior), wenn ein Monitoring am Handgelenk nicht möglich ist.

## Stimulationsmuster

### Einzelstimulation
Eine Einzelstimulation (single twitch) ist die einfachste Stimulationsform. Sie kann zur Überprüfung der korrekten Elektrodenlage und zur Einstellung der Reizstärke genutzt werden.

### Train-of-Four

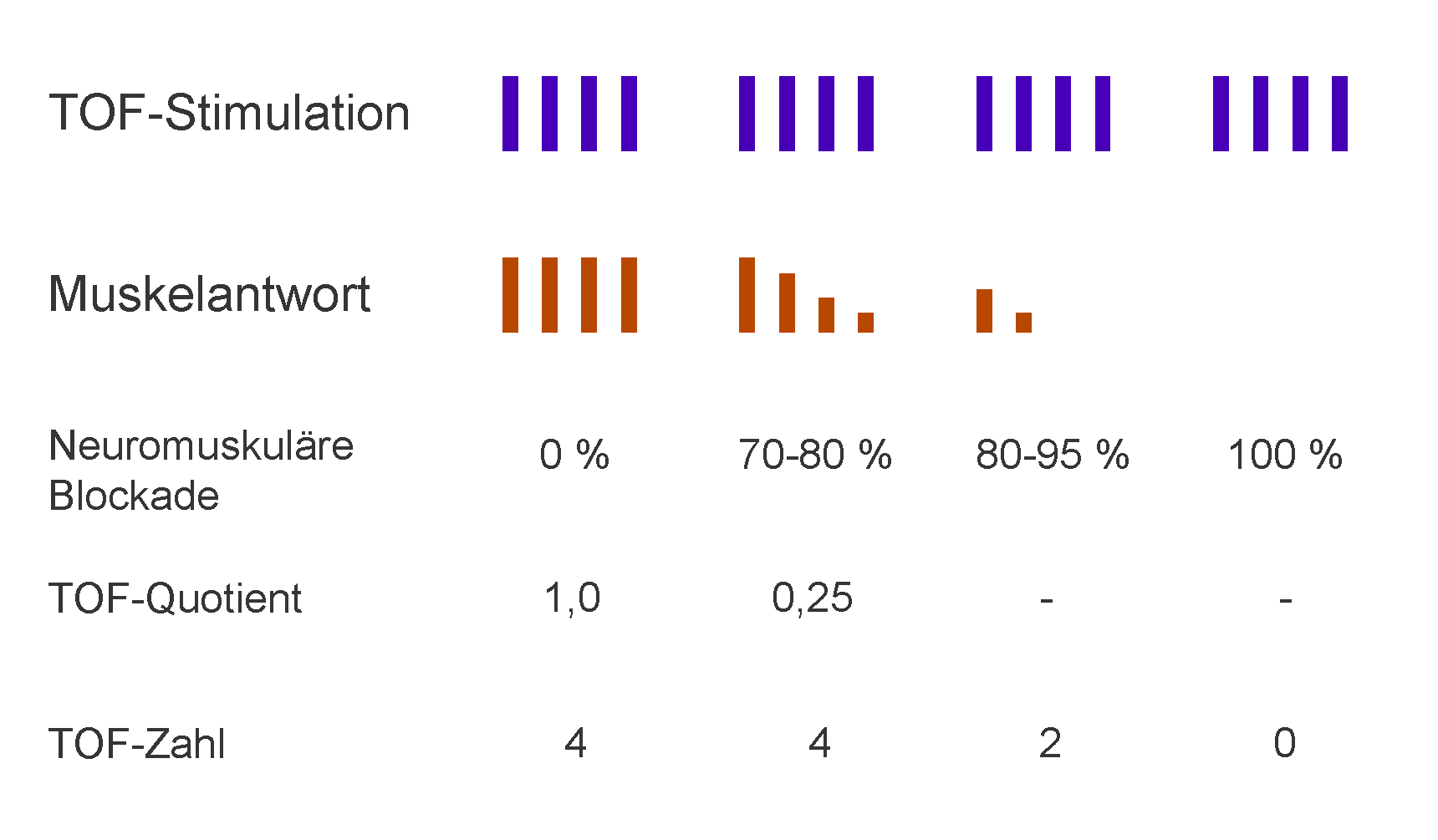
Schematische Übersicht über Train-of-Four-Stimulationsmuster und die zugehörigen Muskelantworten beim Einsatz nichtdepolarisierender Muskelrelaxanzien. Verschiedene Stadien der neuromuskulären Blockade und die zugehörigen TOF-Quotienten und TOF-Zahlen sind angegeben

Train-of-Four (TOF) ist das am weitesten verbreitete Stimulationsmuster der Relaxometrie und Standard bei der Überwachung der Wirkung nicht-depolarisierender Muskelrelaxanzien. Dabei wird eine Serie von vier Reizen mit einer Geschwindigkeit von 2 Hz abgegeben. Neben dem Ausmaß kann damit auch die Art der neuromuskulären Blockade bestimmt werden. Die TOF-Stimulation eignet sich zur Überwachung während aller Phasen der Narkose.
Bei einer Relaxierung mit depolarisierenden Muskelrelaxanzien (Succinylcholin) sind die Reizantworten dabei gleichmäßig vermindert, beim Einsatz von nichtdepolarisierenden Substanzen lässt sich mit zunehmender Wirkung eine Abnahme (Ermüdung, Fading) von der ersten bis zur vierten Antwort feststellen. Dieses Verhältnis (T4/T1) wird als TOF-Quotient oder TOF-Ratio bezeichnet und beträgt beim nichtrelaxierten Muskel 1,0. Bei zunehmender Relaxierung wird dieser Quotient kleiner, bei tiefer Relaxierung lassen sich unter Umständen nur noch einzelne oder überhaupt keine Reizantworten mehr hervorrufen (TOF-Zahl: Bei zwei verbleibenden Antworten TOF-Zahl 2).

### Tetanische Stimulation
Eine hochfrequente Nervenstimulation führt zur Verschmelzung der zugehörigen Muskelkontraktionen (Tetanus). Nach einer kurzen Reizserie mit 50 Hz kommt es durch die erhöhte Transmitterausschüttung an der motorischen Endplatte zu einer vorübergehenden Verstärkung der Muskelreaktionen, die mit nachfolgenden Einzelstimulationen festgestellt werden kann. Dieses Verfahren wird als Post Tetanic Count (PTC) bezeichnet und ermöglicht die Überwachung bei sehr tiefer Relaxierung, wenn eine TOF-Stimulation keine Antwort mehr erzeugen kann.

### Double-Burst-Stimulation
Bei der Double-Burst-Stimulation (DBS) wird eine doppelte Serie von drei und drei (DBS 3,3) oder drei und zwei (DBS 3,2) Reizen abgegeben. Durch diese Folge soll die taktile Beurteilung während der Erholung der Blockade erleichtert werden, sie wird während der Narkoseausleitung eingesetzt. 

Beim Stimulationsmuster DB 3,3 ist bei TOF-Ratio 60 % der Unterschied der motorischen Reaktionen deutlicher als bei TOF-Stimulation

## Registriermethoden
Es existieren verschiedene Methoden, die Reizantwort des stimulierten Muskels zu messen. Die visuelle oder taktile Beurteilung erlaubt die Überprüfung einer tiefen Relaxierung, ist in der Erholungsphase jedoch ungenau, eine Unterscheidung von TOF-Quotienten > 0,5 ist nicht möglich. Bei der Mechanomyografie (MMG) wird die Kraftentwicklung des Muskels mittels eines Kraftwandlers gemessen. Sie stellt die wissenschaftliche Referenzmethode dar, ist für die klinische Praxis jedoch nicht geeignet. Die Elektromyografie (EMG) misst die über dem Testmuskel ausgelösten Aktionspotentiale, was mittels zweier Messelektroden durchgeführt wird. Nachteilig ist eine Beeinflussung durch Bewegungen, elektrische Artefakte und Kälte. Die Akzeleromyografie (AMG) misst die Beschleunigung eines Piezo-Sensors, der z. B. am Endglied des Daumens befestigt wird und stellt durch die hinreichende Genauigkeit und gute Praktikabilität eine klinische Routinemethode dar. Neben diesen existieren noch weitere Messmethoden.

## Klinischer Einsatz
Die Relaxometrie kommt schwerpunktmäßig bei Eingriffen zum Einsatz, bei denen eine Muskelrelaxierung obligat ist (Baucheingriffe, Augenoperationen etc.). Sie ermöglicht dabei die Kontrolle der Wirkstärke und -dauer von Muskelrelaxanzien, so dass eine ausreichende neuromuskuläre Blockade ohne Überdosierung mit verlängerter Narkosedauer erzielt werden kann.
Durch den routinemäßigen Einsatz bei sämtlichen Narkosen mit dem Einsatz von Muskelrelaxanzien kann ein Relaxanzüberhang (Restblockade des Muskeln) nach einer Narkose nahezu ausgeschlossen werden. Obwohl von manchen Autoren gefordert, hat sich eine solche breite Anwendung in der Praxis gegenüber einer rein klinischen Beurteilung durch den Anästhesisten noch nicht durchgesetzt.

## Historische Aspekte
Harvey und Masland führten 1941 erste Messungen einer muskulären Blockade mittels Nervenstimulation durch. Mit der mechanomyografischen und elektromyografischen Registrierung entwickelte Botelho 1955 Methoden zur Messung der Muskelantwort. Das erste Gerät zur intraoperativen Überwachung entwarfen Christie und Churchill-Davidson. 1958.

## Belege